# Coleophora jerusalemella
Coleophora jerusalemella is een vlinder uit de familie kokermotten (Coleophoridae). De wetenschappelijke naam is voor het eerst geldig gepubliceerd in 1942 door Toll.
De soort komt voor in Europa.